# Poikkipuoliainen (sjö)
Poikkipuoliainen är en sjö i Vichtis kommun i Finland.   Den ligger i landskapet Nyland, i den södra delen av landet, 30 km nordväst om huvudstaden Helsingfors. Poikkipuoliainen ligger 49,1 meter över havet. I omgivningarna runt Poikkipuoliainen växer i huvudsak blandskog. Arean är 1,9 kvadratkilometer och strandlinjen är 14,92 kilometer lång. Sjön  ingår i Sjundeå å huvudavrinningsområde. 